# محمد إبراهيم (خطاط)
محمد إبراهيم (2 سبتمبر 1909م- 13 مايو 1970م) خطاط مصري من الإسكندرية، وأحد أهم رواد الخط العربي في مصر والعالم العربي وأستاذ الخط العربي بكلية الفنون الجميلة، ومؤسس أول مدرسة للخطوط بمدينة الإسكندرية في نوفمبر عام 1936م، وقد اشتهر بأنه أول خطاط يكتب القرآن الكريم كاملا في صفحة واحدة.

## حياته ودراسته
ولد الأستاذ محمد إبراهيم في مدينة الإسكندرية، وعشق فن الخط العربي منذ حداثة سنه، ولفت نظر أساتذته بالمدرسة بتفوقه وموهبته وجمال خطه. لم يكن آنذاك في الإسكندرية أي مدارس تدرس الخط العربي بشكل أكاديمي، فتتلمذ على يد محمد عبده خطاط هيئة السكك الحديدية، وقد اعتمد في تجويد خطه على ما كان يُنشر في الجرائد والمجلات وعناوين الكتب التي كان يكتبها في ذلك الوقت عمالقة الخط العربي مثل نجيب هواويني، ومحمد حسني البابا، وسيد إبراهيم. التحق محمد إبراهيم بمدرسة تحسين الخطوط الملكية بالقاهرة عام 1929م، وتتلمذ فيها على أساتذة الخط العربي الكبار مثل الشيخ محمد عبد العزيز الرفاعي، والأستاذ محمد رضوان علي، والشيخ علي بدوي رضوان، والأستاذ محمد إبراهيم الأفندي، والأستاذ محمد حسني البابا. وقد حصل على دبلوم الخط العربي منها عام 1933م وكان ترتيبه الأول على القطر المصري.
كان للفنان محمد إبراهيم صداقات متعددة بكبار أقطاب الفن والثقافة في مصر، مثل أم كلثوم، وطه حسين، ويوسف وهبي، والأخوين سيف وأدهم وانلي، وقد نال تقدير واحترام كبار رجال السياسة في مصر والعالم العربي كالرئيسين محمد نجيب وجمال عبد الناصر، والرئيس التونسي الحبيب بورقيبة.

## تأسيس مدرسة الخطوط بالإسكندرية
قام الأستاذ محمد إبراهيم، بعد حصوله على دبلوم الخط العربي بثلاث سنوات، بتأسيس أول مدرسة لتعليم فنون الخط العربي بالإسكندرية عام 1936 تحت اسم «مدرسة تحسين الخطوط بالإسكندرية»، وهو الاسم الذي تغير بعد وفاته ليصبح مدرسة محمد إبراهيم للخط العربي. وقد شغل منصب مدير المدرسة حتى وفاته ليخلفه في إدارتها شقيقه الأصغر الخطاط كامل إبراهيم. وقد كان مقر المدرسة بشقته الكائنة بمنطقة المنشية، وقد حصلت أول فتاة مصرية على دبلوم الخط العربي من هذه المدرسة، وكان من بين أنشطة المدرسة إقامة معرض سنوي للأعمال الخطية لأساتذة وطلاب وخريجي المدرسة المميزين. وقد تخرج في هذه المدرسة جميع فناني الخط العربي بالإسكندرية بالإضافة إلى من جاءوا للتعلم من بلدان عربية أخرى. ومن أشهر تلاميذ الفنان محمد إبراهيم الذين برعوا في فن الخط العربي: إبراهيم المصري، ومحمد عبد العزيز، وعصام الدين الشريف، وعصام الدين عبد الواحد، وعبد الفتاح الصاوي، وأحمد سليمان، وعلي حسن، ومحمد محمود رطيل، وسعيد عبد القادر. وقد عمل عدد منهم بالتدريس بمدرسة محمد إبراهيم للخط العربي.

## أعماله
قدم الفنان محمد إبراهيم مجموعة كبيرة من الأعمال الخطية المميزة والتي كتبها بمختلف أنواع الخطوط، وهي تتنوع بين لوحات وجداريات وعناوين لمؤلفات منشورة بخلاف أعماله التجارية. وتحتفظ مكتبة الإسكندرية ومتحف الخط العربي بالإسكندرية بعدد من تلك الأعمال الخطية. ومن أشهر أعماله كتابته لقاعة ومسجد مبنى جامعة الدول العربية، وجامع بورقيبة الحنفي بالمنستير بتونس، ولوحته الشهيرة التي تحتوي القرآن الكريم كاملا في صفحة واحدة، والتي كتبها ثلاث مرات، وكتابته للأعمال الخطية في متاحف مصطفى كامل، محمد فريد، أحمد عرابى.. هذا باللإضافة إلى نشره لكراسة تعليمية بخطي الديواني والجلي ديواني بعنوان «المجموعة الفاروقية»، وكتاب بعنوان «الخط العربي.. سر تأخره في مصر والدول العربية، وطرق العلاج».

## وفاته وتراثه
توفى محمد إبراهيم في 13 مايو عام 1970م عن عمر يناهز 61 عاما، وبعد حياة حافلة بالعطاء والإنجاز في مجال الخط العربي والفنون الإسلامية. وقد تلقى خلال حياته العديد من التكريمات، فقد كرمه الرئيس الراحل جمال عبد الناصر، وكذلك الرئيس التونسي السابق الحبيب بورقيبة، والرئيس السوري الأسبق شكري القوتلي، ومنحوه الأوسمة وشهادات التقدير. 